# 野々山直記
野々山 直記（ののやま なおき、嘉永4年5月25日（1851年6月24日）- 大正14年（1925年）6月29日）は、明治時代の教育者。

## 経歴
信濃国松本藩の家老家の信濃野々山氏の一門に生まれる。幼少期は藩校崇教館で学び、慶応3年（1867年）藩命で江戸に留学し、林靏梁について学ぶ。留学後は新設の筑摩県師範学校を卒業し、その後は明智学校、下波多学校の勤務を経て、松川尋常高等小学校の教員となった。松川学校では校長を22年間務め、草創期の小学校教育の基礎づくりに貢献した。
信飛新聞に学区取締、教員、村吏による教育会議の設置を提言し、さらには渡辺敏及び山本英風らと「幽谷雑誌」を発行し、地方の経済発展、文化の向上について、さまざまな開明的発言をした。また、晩年は中等学校の剣道教師を務めた。
優れた漢詩人としても知られ、王峰（王鳳）と号し漢詩をよくした。松川小学校には野々山直記の愛好した「梅経寒苦放清香（梅は寒苦を経て清香を放つ）」という漢詩が刻まれた頌徳碑があり、同校の校訓となっている。

## 著書
- 『元禄忠節史詩談：国民必読』三友堂書店 1919年